# مقاطعة فاس
ڤاس (المجرية: Vas megye, الألمانية: Eisenburg, السلوفينية: Železna županija) هي مقاطعة إدارية في المجر الحديثة, ومملكة المجر السابقة. المنطقة جزء من مشروع سنتروپ الأروپي.

## الجغرافيا والمعلومات

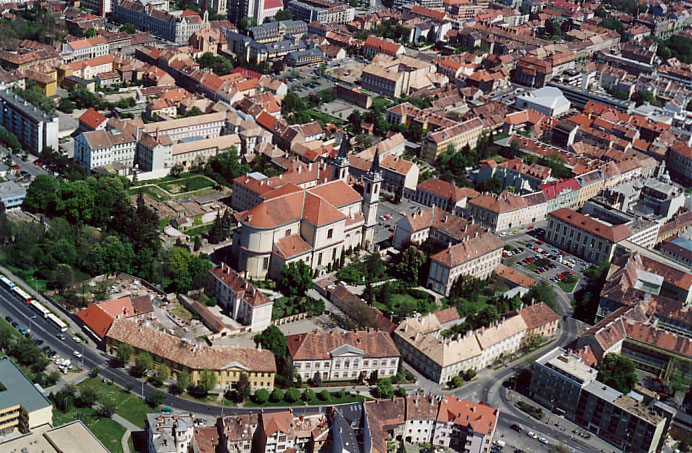
صورة جوية لسومباتهاي - المجر

تقع مقاطعة ڤاس في غربي المجر وتُشارك حدودها مع النمسا وسلوفينيا, والمقاطعات المجرية ديور-موشون-شوبرون, فسبرم, وزالا. عاصمة ڤاس هي سومباتهاي وتبلغ مساحتها 3،336 كيلومتر مربع.

## التاريخ
ڤاس هو أيضا اسم المقاطعة الإدارية التاريخية (كوميتاتوس) مملكة المجر. أراضيها حاليا في غرب المجر وشرق النمسا وسلوفينيا. عاصمت المقاطعة هي سومباتهاي.
كانت ڤاس أول كوميتاتوس في مملكة المجر.
في 1918 (مع تأكيد معاهدة تريانون 1920)، أصبح الجزء الغربي من المقاطعة جزء من الأراضي بورغنلاند النمساوية الجديدة، وجزء الأصغر يقع في جنوب غرب البلاد، المعروفة باسم فندفيدك أصبحت جزءا من المملكة المُشكلة حديثا من الصرب والكروات والسلوفينيين (يوغوسلافيا). في فندفيدك في عام 1919 تأسست دولة غير معترف بها جمهورية پركمورية، مثل في بورغنلاند في لايتنساغ. وظل الباقي في المجر، حيث تأسست المقاطعة المجرية الحالية ڤاس. وذهب جزء صغير من ڤاس إلى المقاطعة السابقة سوپرون. بعض القرى في شمال زالائغرسغ إلى مقاطعة زالا، ومنطقة صغيرة من پاپا ذهب إلى مقاطعة فسبرم.
منذ عام 1991، عندما سلوفينيا استقلت عن يوغوسلافيا، وجزء من مقاطعة ڤاس (حوالي مورسكا سوبوتا) أصبحت جزء من سلوفينيا.
مقاطعة ڤاس هي موطن لأقلية السلوفينية الصغيرة، الذين يعيشون في المنطقة الواقعة بين بلدة سنتجوتهارت والحدود السلوفينية.

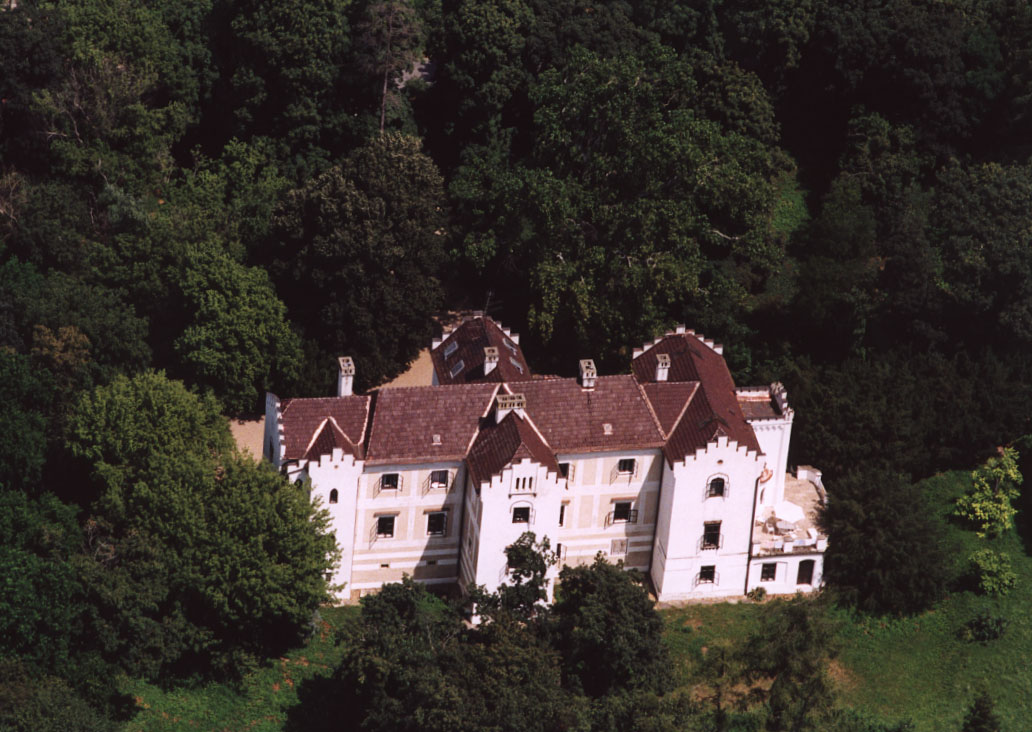
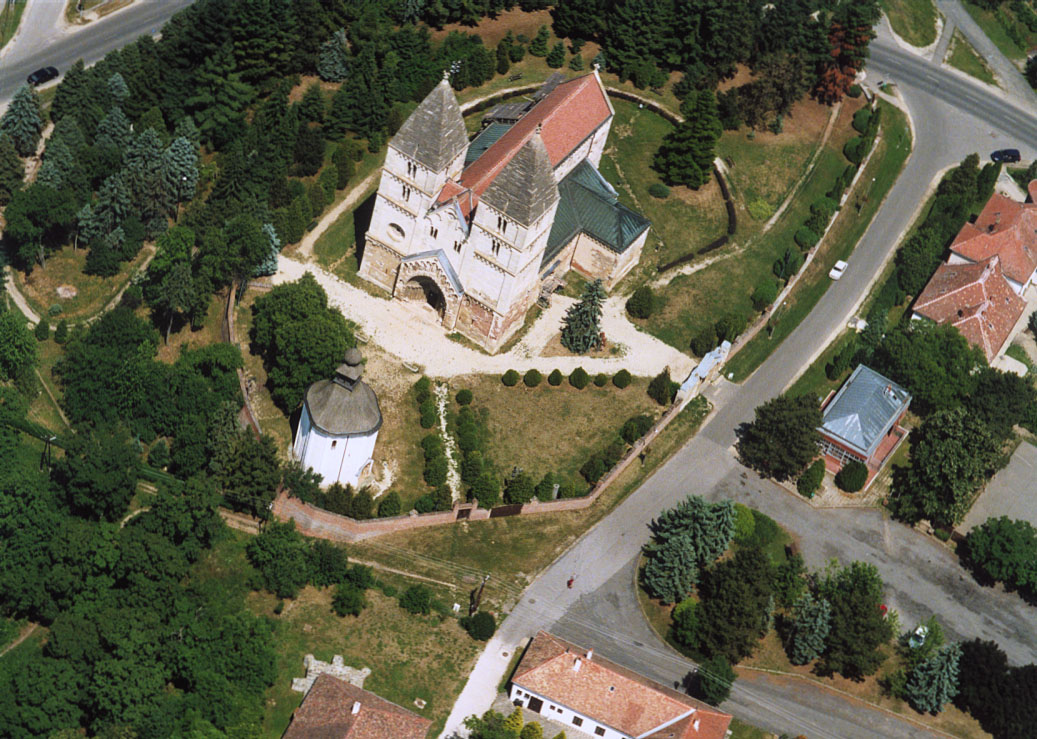
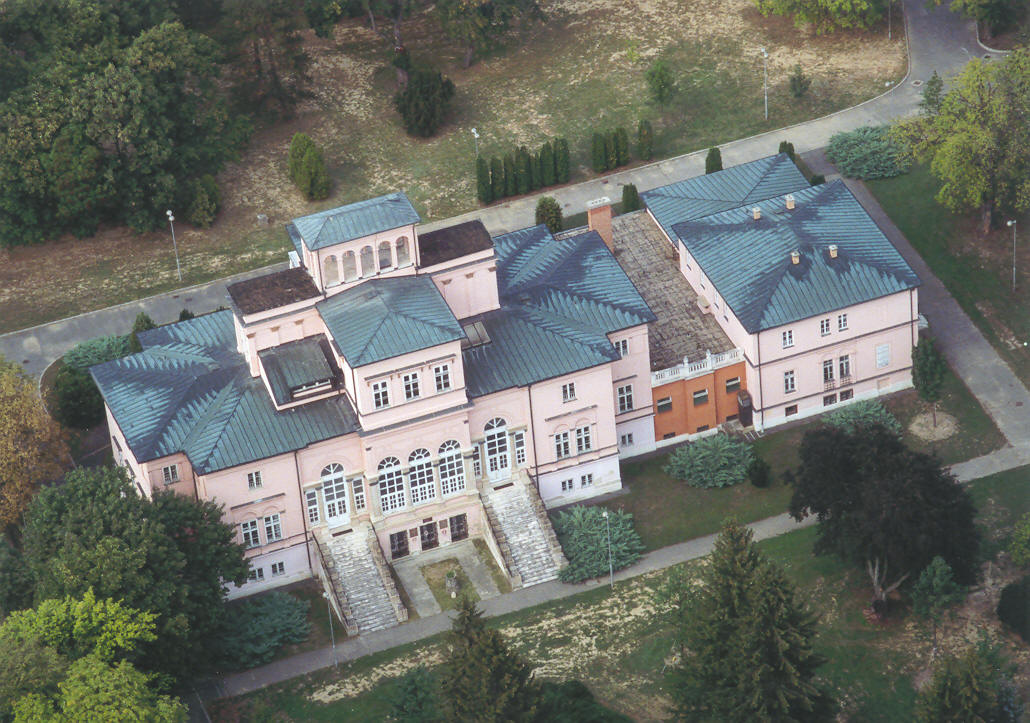